# آپوکرومات

انحراف رنگی یک عدسی واحد باعث می‌شود طول موج‌های مختلف نور، فاصله کانونی متفاوتی داشته باشند.

آپوکرومات یا عدسی آپوکروماتیک (apo) یا رنگ زدا (به انگلیسی: Apochromat)، عدسی عکاسی یا عدسی‌های دیگر است که نسبت به عدسی‌های آکروماتیک که بسیار رایج‌تر هستند، تصحیح بهتری در انحراف رنگی و انحراف کروی دارد.
پیشوند apo- از حرف اضافه یونانی ἀπό- می‌آید و به معنی عاری از یا دور از چیزی می‌باشد.

## توضیح
انحراف رنگی پدیده‌ای است که در آن رنگ‌های مختلف در فواصل کانونی مختلفی از مرکز یک لنز متمرکز می‌شوند. در عکاسی، انحراف رنگی تصاویر کلی نرم و حاشیه‌های رنگی در لبه‌های با کنتراست بالا، مانند لبه‌ای بین سیاه و سفید، ایجاد می‌کند.
اخترشناسان نیز با مشکلات مشابهی روبرو هستند، به خصوص با تلسکوپ‌هایی که به جای آینه از لنز استفاده می‌کنند. لنزهای آکروماتیک اصلاح می‌شوند تا دو طول موج را در یک صفحه متمرکز کنند (معمولاً قرمز ~۰٫۵۹۰ میکرومتر و آبی ~۰٫۴۹۵ میکرومتر).

عدسی آپوکروماتیک سه رنگ را در یک صفحه کانونی مشترک قرار می‌دهد. توجه داشته باشید که این عدسی برای نجوم طراحی شده است، نه برای رصد، زیرا یکی از طول موج‌ها (~۰٫۷۸۰) μm) در محدوده مادون قرمز نزدیک، خارج از طیف مرئی قرار دارد.

لنزهای آپوکروماتیک طوری طراحی شده‌اند که سه رنگ را در یک صفحه متمرکز کنند (معمولاً قرمز ~۰٫۶۲۰ میکرومتر، سبز ~۰٫۵۳۰ میکرومتر و آبی ~۰٫۴۶۵ میکرومتر).
خطای رنگ باقیمانده (طیف ثانویه) می‌تواند تا مرتبه بزرگی کمتر از یک عدسی آکروماتیک با دیافراگم و فاصله کانونی معادل باشد. آپوکرومات‌ها همچنین برای انحراف کروی در دو طول موج، به جای یک طول موج در آکروماتیک، اصلاح می‌شوند.
لنزهای شیئی تلسکوپ برای تصویربرداری دیجیتال با پهنای باند وسیع در ستاره‌شناسی، باید دارای تصحیح آپوکروماتیک باشند زیرا حساسیت نوری آرایه‌های تصویربرداری CCD معمولی می‌تواند از فرابنفش تا طیف مرئی و تا محدوده طول موج نزدیک به مادون قرمز گسترش یابد.
لنزهای آپوکروماتیک برای عکاسی نجومی در محدوده ۶۰ تا ۱۵۰ میلی‌متر محدوده دیافراگم، در نسبت کانونی f/5 تا f/7 توسط چندین شرکت توسعه یافته و به بازار عرضه شده‌اند. این عدسی‌های شیئی آپوکروماتیک، در صورت فوکوس و هدایت صحیح در طول نوردهی، قادر به تولید واضح‌ترین عکس‌های نجومی میدان دید باز ممکن از نظر نوری برای اندازه‌های دیافراگم داده شده هستند.
دوربین‌های پردازش هنرهای گرافیکی معمولاً از لنزهای آپوکروماتیک برای واضح‌ترین تصاویر ممکن نیز استفاده می‌کنند. لنزهای دوربین پردازش آپوکروماتیک با طراحی کلاسیک معمولاً حداکثر دیافراگمی دارند که به حدود f/9 محدود می‌شود. اخیراً، لنزهای آپوکروماتیک با سرعت بالاتر برای دوربین‌های قطع متوسط، دیجیتال و ۳۵ میلی‌متری تولید شده‌اند.